# Rubus lejeunei
Espèce
Classification phylogénétique
Rubus lejeunei est une espèce de plantes à fleurs du genre Rubus (les ronces) et de la famille des Rosaceae. Son nom botanique a été donné en hommage au botaniste belge Alexandre Louis Simon Lejeune (1779-1858) qui a découvert la plante.

## Description
Les turions sont obtusément à acérément anguleux, à faces planes ou un peu concaves, à poils simples denses, courts, à glandes portées par un stipe et micro-aiguillons nombreux, reliés aux plus gros aiguillons par des aiguillons de tailles intermédiaires ; les plus gros aiguillons sont nombreux, jaunâtres, assez longs, minces, étalés ou légèrement inclinés, droits, à base large et aplatie.
Les stipules sont filiformes, glanduleuses.
Les pétioles, à face supérieure canaliculée dans le bas et plane ou convexe dans le haut, sont un peu plus long que les folioles basales, avec 15 à 25 aiguillons (les plus gros) inclinés, droits ou courbés.
Les feuilles ont 3 à 5 folioles. Les folioles sont peu poilues sur les deux faces (ces poils plus ou moins caducs à la face inférieure), et sont pourvues de dents fines et acérées, en partie inclinées vers l'arrière. Le pétiolule de la foliole terminale est d'une longueur représentant 33 % de celle du limbe. La foliole terminale est obovale à base arrondie à échancrée, à apex mince.
Les inflorescences sont largement pyramidales, avec un axe principal arrondi ou anguleux à angles obtus, pourvu de poils courts, de nombreuses glandes portées par des stipes (stipitées) et de nombreux micro-aiguillons et aiguillons allongés, minces, à base peu élargie, inclinés ou courbés. Les feuilles situées dans l'inflorescence possèdent au maximum 3 folioles, et ressemblent beaucoup à celles des turions, excepté la forme des folioles terminales qui est en moyenne plus large et moins obovale. Les sépales sont réfléchis au début, puis réfléchis à un peu étalés au moment de la fructification, présentent une la face inférieure tomenteuse-courtement poilue et pourvue de glandes stipitées et d'acicules, et une partie terminale nettement allongée. Les pétales sont assez grands, d'une couleur rose-rouge. Les étamines dépassent les styles qui sont jaunâtres. Les carpelles sont glabres et le réceptacle est poilu. Les fruits sont noir et brillant à maturité.

## Écologie
On le rencontre en bordure de chemins et en lisières de forêts, sur sol assez riche.

## Distribution
L'aire de répartition est mal connue. En 1913, le rubologue français Henri Sudre a signalé cette espèce dans le nord de la France (départements de l'Aisne et de l'Oise), en Belgique et dans le sud et l'ouest de l'Allemagne. Mais en 1995, la monographie du spécialiste allemand Heinrich E. Weber ne fait pas mention de cette espèce pour l'Allemagne. Comme toutes les données anciennes, les écrits de Henri Sudre sont donc à considérer avec précaution et la seule localité fiable semble être la localité type (où a été récolté l'échantillon d'herbier type), qui se situe dans les environs de Malmédy, en Belgique.

## Propagation
Cette espèce se multiplie par apomixie et par marcottage.

## Utilisation
Voir ronces.

## Synonyme
- Rubus promachonicus Beek

Le rejet de ce nom au profit de Rubus lejeunei Weihe se justifie par les éléments suivants.
Cette espèce a été officiellement décrite la première fois le 18 mai 1825 par le botaniste allemand Carl E.A. Weihe (1779-1834), lors de la publication du premier tome du Compendium Florae Germaniae édité par M.J. Bluff et C.A. Fingerhuth. Dans cette publication, Weihe nomme cette espèce « Rubus lejeunei » en hommage au botaniste belge Alexandre Louis Simon Lejeune (1779-1858) qui a découvert la plante.
Un peu plus tôt, au début de l'année 1825, Lejeune fait publier la Revue de la Flore de Spa (un ouvrage portant la mention de date « 1824 ») qui contient en page 100 la description d'une espèce sous le nom de « Rubus lejeunei Weihe ». En page 102 de cet ouvrage, Lejeune indique à propos des espèces reconnues par Weihe : « ...comme ce savant batographe n’a pas encore donné les diagnoses de tous les rubus de l’Allemagne, je me borne provisoirement à les indiquer pour exposer les richesses de notre flore. » Or la description que Lejeune donne pour « Rubus lejeunei Weihe » ne correspond pas au Rubus lejeunei tel que Weihe la conçoit, mais à une autre espèce appelée aujourd'hui Rubus ulmifolius.
En 1979, le botaniste néerlandais Abraham van de Beek découvre cette différence d'interprétation du nom « Rubus lejeunei », et considère que la vision de Lejeune est prioritaire sur celle de Weihe, en raison de l'antériorité de la publication. Il remplace donc le nom de « Rubus lejeunei » donné pour la plante de Weihe, par un nouveau nom : « Rubus promachonicus ». Cette analyse, cependant, ne tient pas compte du caractère provisoire de la description de Lejeune, caractère provisoire qui rend invalide la publication de ce nom. La première publication valide de « Rubus lejeunei » est donc celle de Weihe, et le nom de remplacement « Rubus promachonicus » publié par Beek en 1979 dans la revue Gorteria est un nom superflu, c'est-à-dire un synonyme à une plante qui n'avait pas besoin d'être renommé.
Le nom « Rubus promachonicus » vient du grec, promachon, acéré, les dents des folioles étant particulièrement acérées chez cette espèce.

## Espèces proches
- Rubus adornatus possède une pubescence plus longue et plus dense, des glandes stipitées plus courtes et des calices dressés et appliqués contre les fruits.
- Rubus atrovirens montre des folioles terminales plus poilues, ovales-arrondies, à dents grossières, ainsi que des styles rouges.
- Rubus rufescens est moins densément pourvu d'aiguillons, et présente des feuilles à face inférieure très poilues et parfois tomenteuse, à foliole terminale elliptique et plus progressivement acuminée, ainsi que des sépales dressés au moment de la fructification.
- Rubus pergratiosus présente notamment des styles rouges et des carpelles poilus.
- Rubus rosaceus possède des turions (presque) glabres, des folioles terminales à dents généralement très larges, et des styles rougeâtres.